# Микробиология
Микробиология – (от гръцки: μικρός – „малък“, βίος – „живот“ и λόγος – „слово“, „учение“) е самостоятелна биологична наука, чийто предмет е изучаването на най-малките живи същества на нашата планета – микроорганизмите.
Микробиологията не изучава микроорганизмите въобще, а само безядрените едноклетъчни форми на живот. Всички те са причислени към Царството на доядрените организми: Regnum Prokaryota. Едноклетъчните организми, които притежават ядро (като амебата) са класифицирани в Царството на ядрените организми: Regnum Eukaryota. По своите размери те също са микроорганизми, но с тяхното изучаване се занимава зоологията (по специално протозоологията), а не микробиологията. Изключение правят микроскопичните гъби – дрождите и плесените, които са обект на изучаване в микробиологията.

## Основни направления
Както повечето биологични науки, микробиологията се дели на обща и специална.

### Обща микробиология
Основните направления в общата микробиология са:
- Морфология – изучава състава и строежа на телата на микроорганизмите.
- Физиология – изучава функциите на микроорганизмите (растеж, развитие, хранене, дишане, размножаване, обмяна на веществата и енергията).
- Генетика – изучава наследствеността и изменчивостта при микроорганизмите

- Систематика (наричана още таксономия) – изучава видовото разнообразие на микроорганизмите.

- Имунология – изучава взаимоотношенията между болестотворните микроорганизми и заразените от тях растения, животни, и хора.

### Специална микробиология
Специалната микробиология изучава отделните микроорганизми, според тяхната систематика. Трите основни клона на специалната микробиология са:
- Вирусология – изучава вирусите.
- Бактериология – изучава бактериите.
- Микология – изучава микроскопичните гъби (дрожди и плесени). Те са еукариоти, но тясното им интегриране в микробиоценозите заставя учените да ги разглеждат наред с останалите микроорганизми.

Съвременната микробиология е в много тясна връзка с биотехнологиите, генетиката и нанотехнологиите.